# High Spirits (groupe)
Pour les articles homonymes, voir High Spirits.
High Spirits est un groupe américain de heavy metal, originaire de Chicago, dans l'Illinois.

## Histoire
L'année de sa création, Chris Black enregistre seul deux démos sans titre de quatre chansons chacune, qui portaient le label discographique underground Planet Metal. Ces démos, combinées et complétées par deux titres bonus, sont rééditées la même année sous le nom de High Spirits, d'abord en tant que CD-R et disque vinyle auto-édité dans une pochette blanche neutre, puis en CD chez Cruz del Sur Music et disque vinyle au label allemand High Roller Records. Après la sortie du single Let's Rock / Running Home en 2010, Black enregistre son premier album Another Night, qui sort l'année suivante,,,. Une fois de plus, la première édition ne pouvait être achetée que directement chez lui, avant que High Roller Records ne publie à nouveau des éditions sous licence, cette fois-ci sur CD et sur disque. L'album obtient huit points sur dix chez Spiegel Online.
Outre Black, le groupe est composé des membres live Mike Bushur, Bob Scott, Scott Hoffman et Ian Sugierski. Alors que les premiers sont également actifs ensemble au sein du groupe Züül, les seconds jouent dans un autre groupe avec Chris Black, à savoir Dawnbringer et Superchrist. Le livret de l'album Another Night mentionne « Sanford, Chris [et] Matt » comme musiciens ayant participé à l'enregistrement, mais Black déclare dans une interview qu'on n'entendait que lui sur Another Night. En 2023, le groupe sort son album Safe on the Other Side,,,.

## Style musical
Le groupe joue du heavy metal avec des influences de divers genres de rock et de metal des années 1970 et 1980. Les « attaques double lead de Thin Lizzy remarquablement intégrées » ainsi que la compacité et l'accroche des compositions sont soulignées. Le style musical de Another Night est comparée à des groupes mélodiques de la new wave of British heavy metal comme Tygers of Pan Tang, Praying Mantis, les premiers Iron Maiden et Tytan. Le chant de Chris Black est décrit comme « ressemblant étrangement à celui de Mike Tramp ». 

## Discographie

### Albums studio
- 2011 : Another Night
- 2014 : You Are Here (High Roller Records)
- 2016 : Motivator (High Roller Records)
- 2020 : Hard to Stop (High Roller Records)
- 2023 : Safe on the Other Side (High Roller Records)

### Singles et EP
- 2010 : Let's Rock / Running Home (single, Cruz del Sur Music, High Roller Records)
- 2016 : Take Me Home (single, High Roller Records)
- 2017 :  Escape (EP, High Roller Records)

### Démos
- 2009 : Unbetitelt
- 2009 : Unbetitelt
- 2009 : High Spirits (compilation démo)
- 2013 : 2013 (compilation démo)